# Közönséges ínfű
A közönséges ínfű (Ajuga genevensis) az árvacsalánfélék családjába tartozó, réteken, erdőszéleken, tölgyerdőkben élő növényfaj.

## Megjelenése
A közönséges ínfű 10-30 cm magas, lágyszárú, évelő növény. Indát nem fejleszt. Az egész növény sűrűn gyapjas, a szár két átellenes oldalán gyengébben szőrös. Tőlevelei fordított tojásdadok, rövid nyélbe keskenyednek, fogas szélűek, virágzáskor általában már elszáradnak. A szárlevelek széles elliptikusak, durván fogazottak. Középső murvalevelei háromkaréjúak, a felsők kisebbek vagy legfeljebb akkorák, mint a virág. 
Május-júniusban virágzik. Virágzata laza, a virágok álörvökben állnak. Pártája többnyire kék, néha rózsaszínű vagy fehér; felső ajka rövid.
Termése makkocska. 

### Hasonló fajok
Könnyen összetéveszthető vele az indás ínfű. A közönséges ínfű murvalevelei karéjosak, míg az indásnak egyszerű, karéj és szeldelés nélküliek.

## Előfordulása
Európában (az Ibériai-félszigettől a Kaukázusig és kb. az Urálig) és Kis-Ázsiában honos. Észak-Amerikában és Kelet-Ázsiában a kertekben dísznövényként ültetett példányok kivadultak. Magyarországon a megfelelő élőhelyeken elterjedt, gyakori faj.   

## Életmódja
Kaszálók, hegyi rétek, legelők, löszpusztagyepek, karsztbokorerdők, erdőszélek, cseres- és gyertyános-tölgyesek lakója.

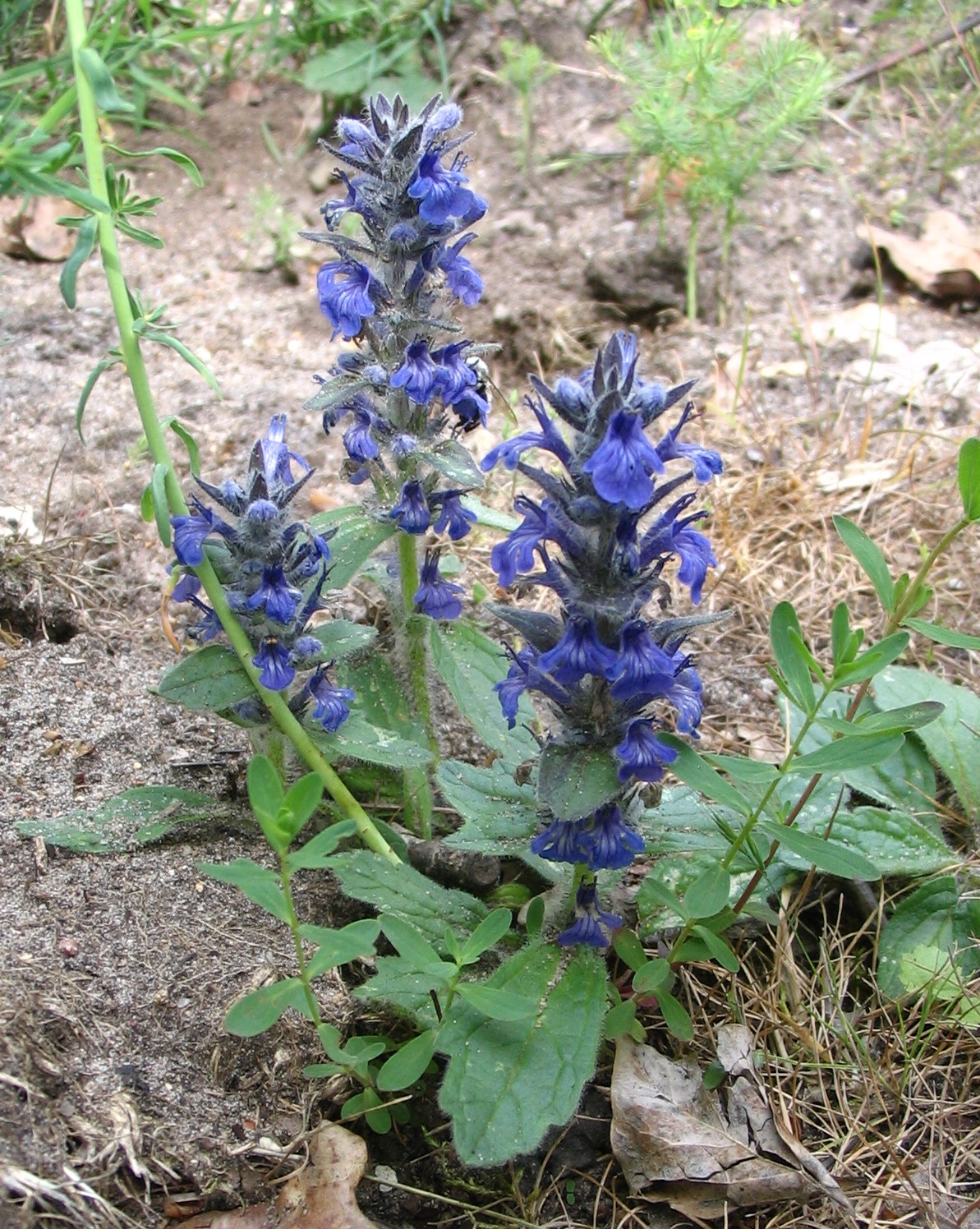
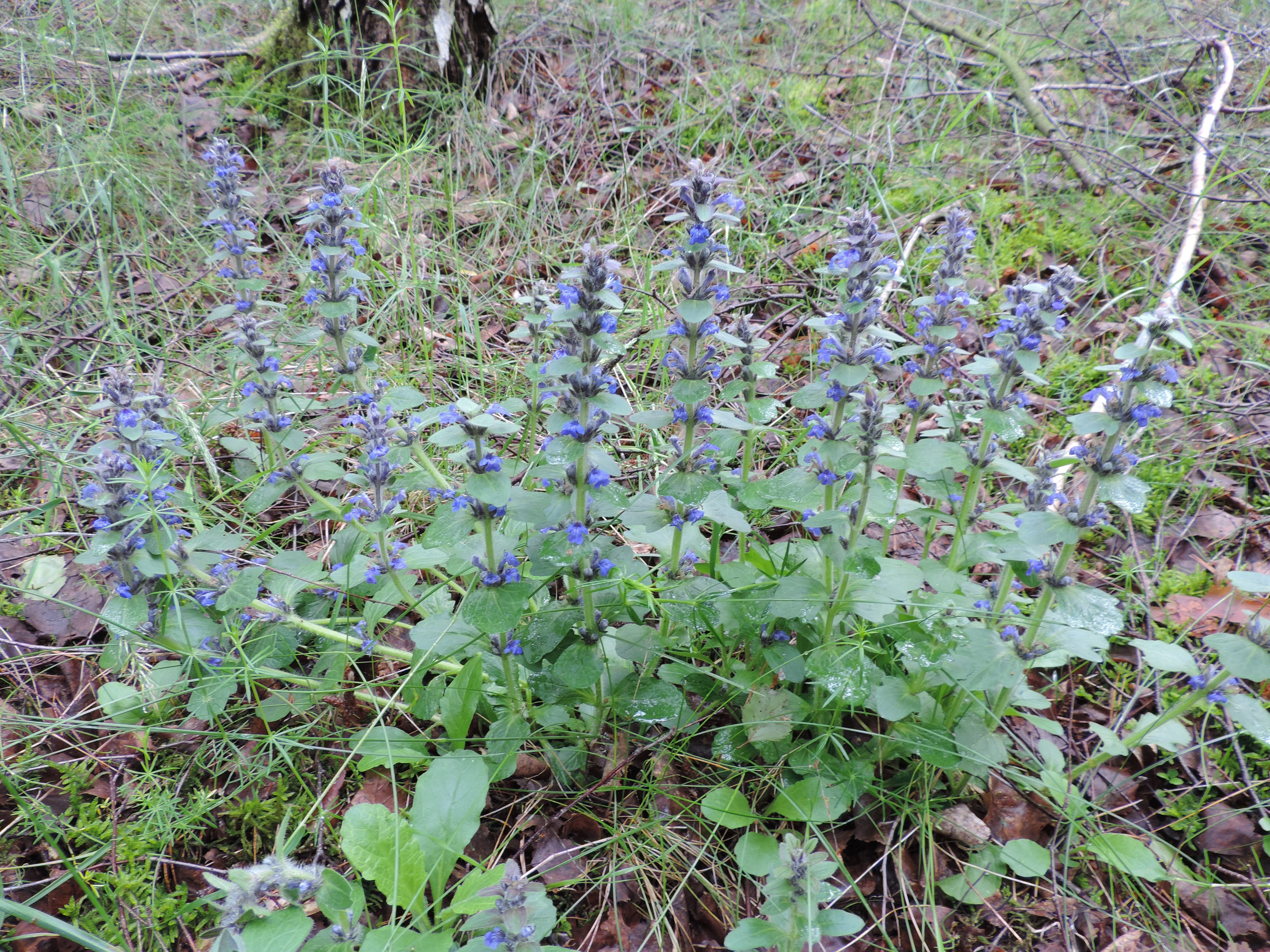
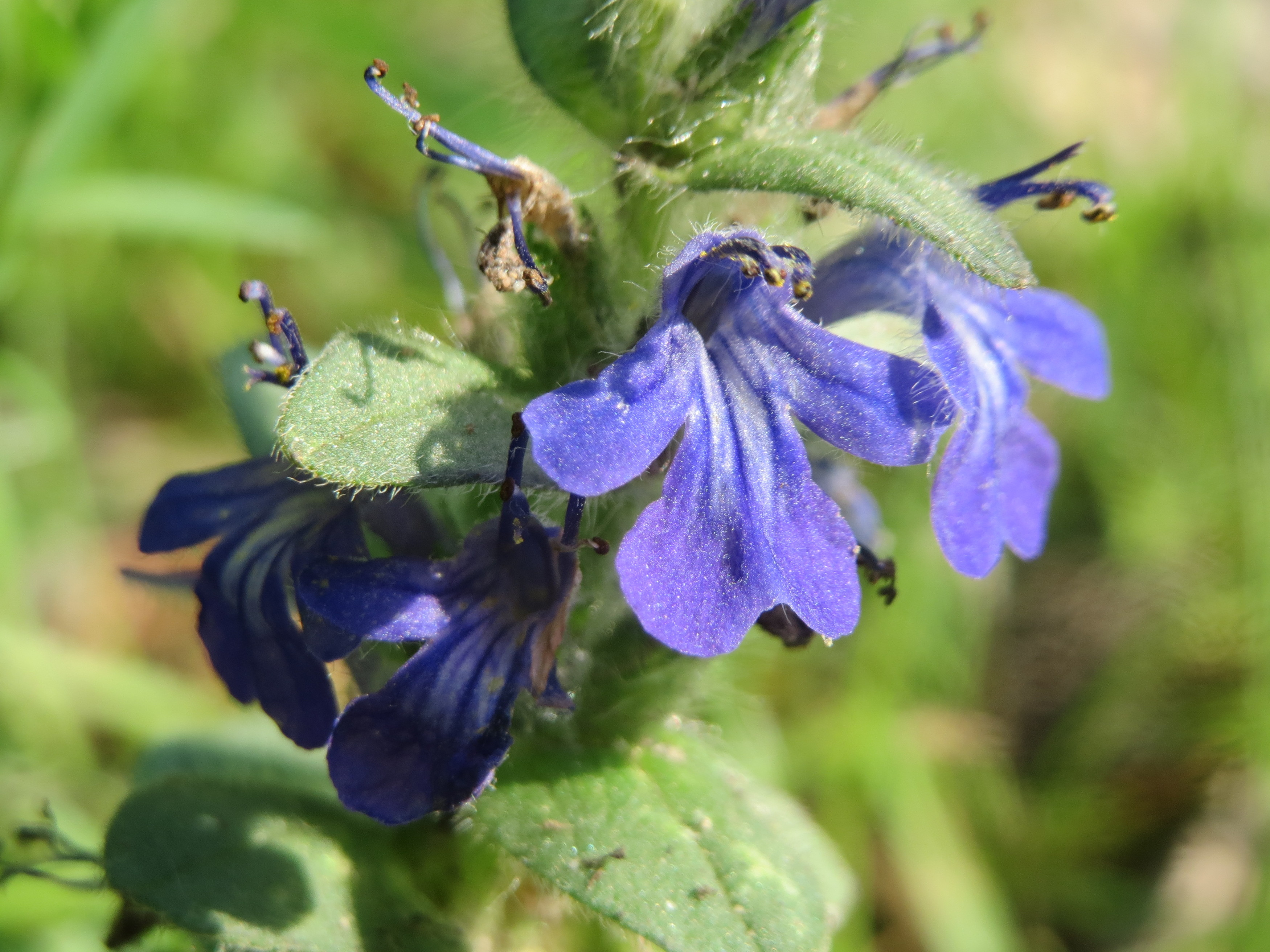
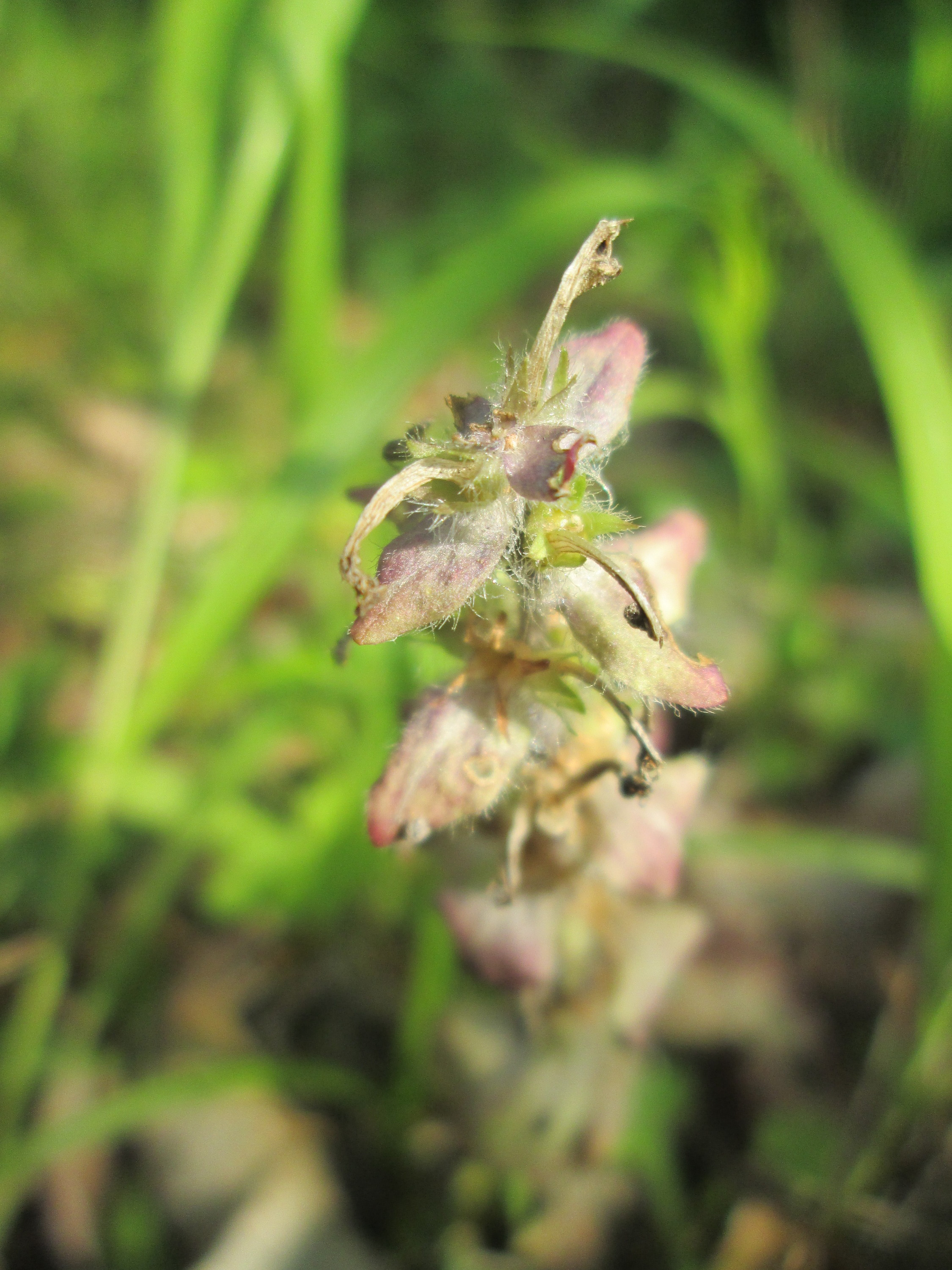
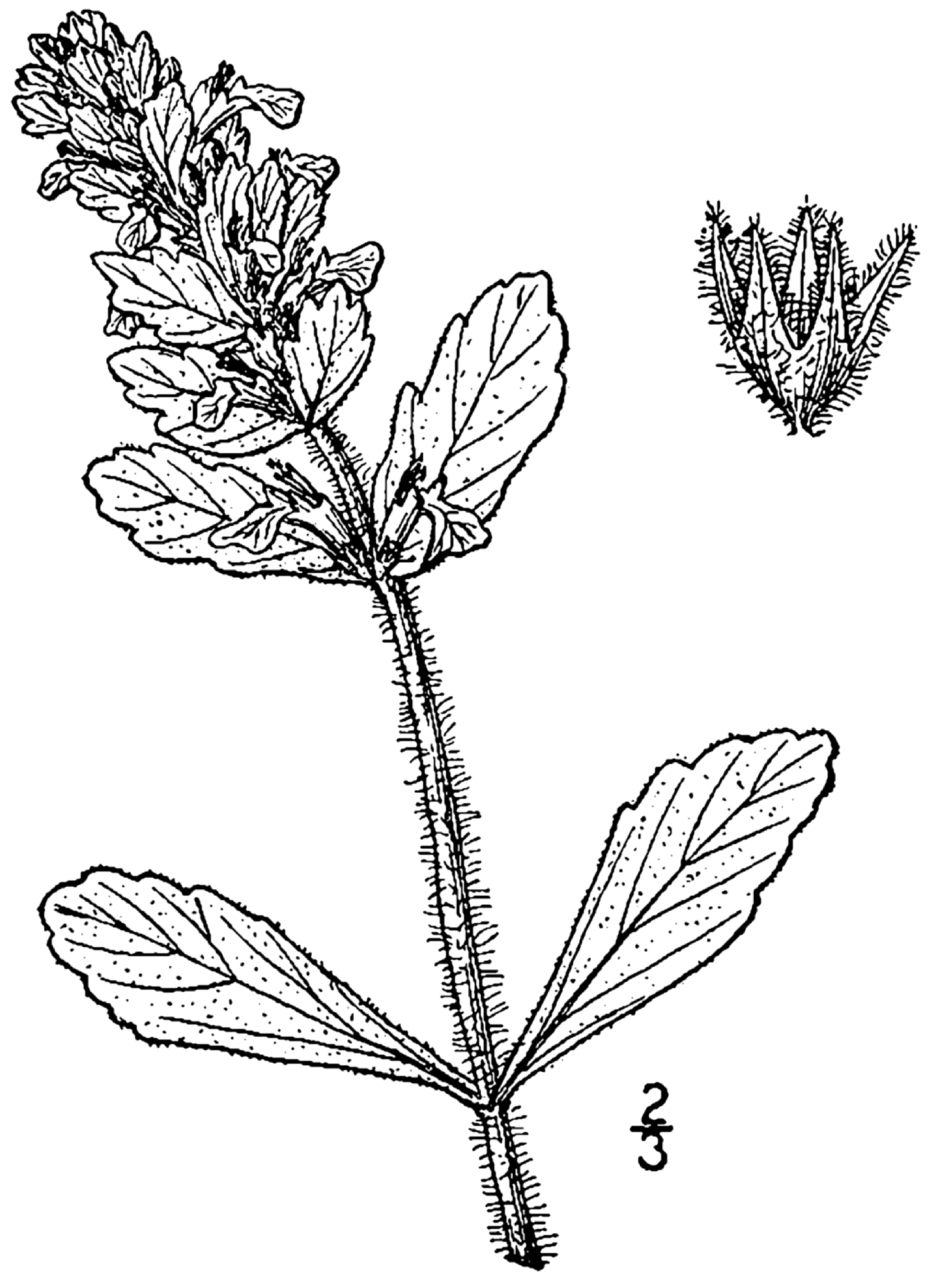